# Кастел Трозино (Асколи Пичено)
Кастел Трозино (итал. Castel Trosino) насеље је у Италији у округу Асколи Пичено, региону Марке.
Према процени из 2011. у насељу је живело 20 становника. Насеље се налази на надморској висини од 405 м.